# Phacellocerina limosa
Phacellocerina limosa är en skalbaggsart som först beskrevs av Bates 1862.  Phacellocerina limosa ingår i släktet Phacellocerina och familjen långhorningar.
Artens utbredningsområde är:
- Guyana.
- Venezuela.

Inga underarter finns listade i Catalogue of Life.